# Силуэт (автоспорт)

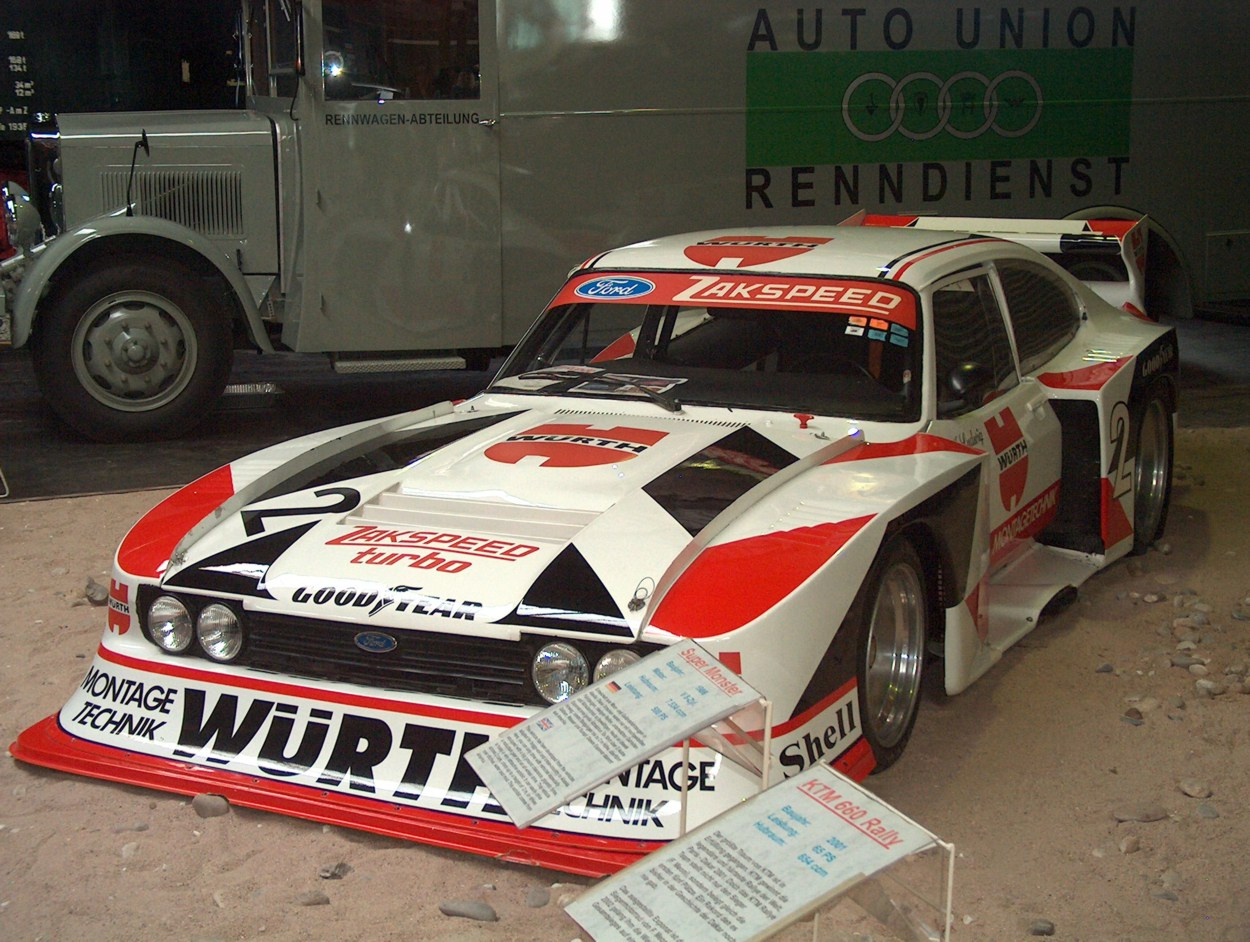
Форд Капри Группы 5 чемпионата DRM

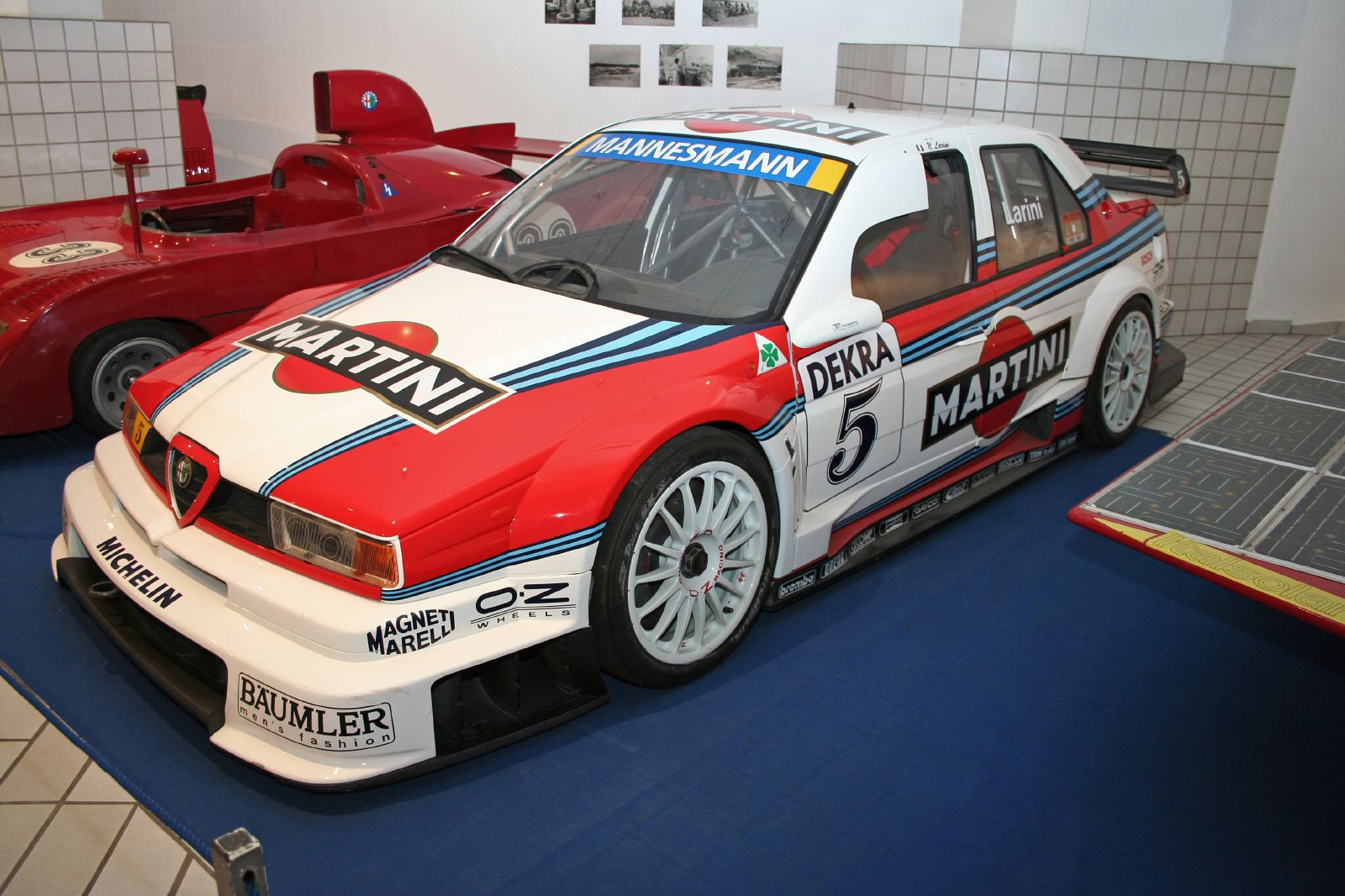
Альфа Ромео 155 V6 TI Класса 1 чемпионата DTM

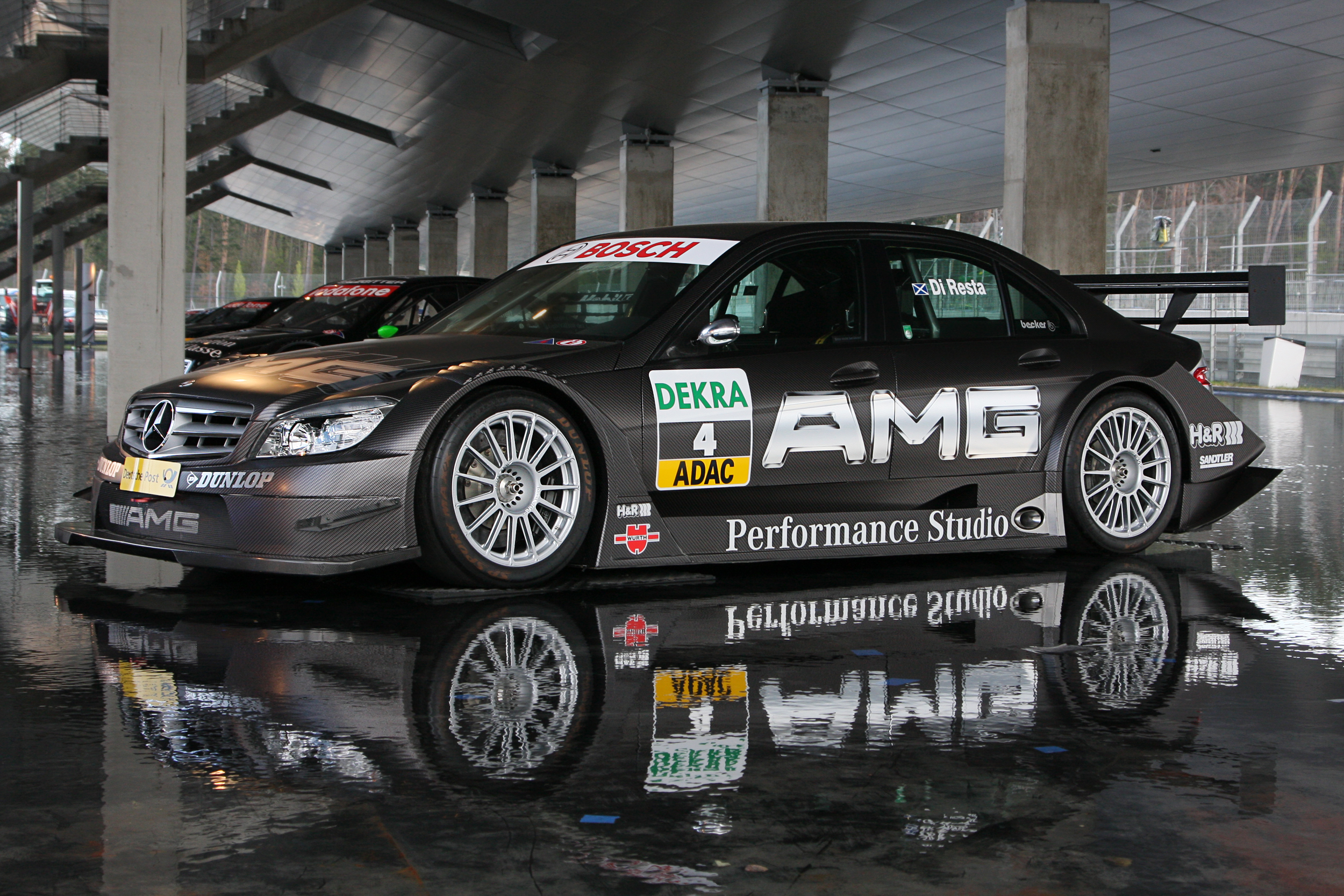
Мерседес-Бенц C-класса серии DTM

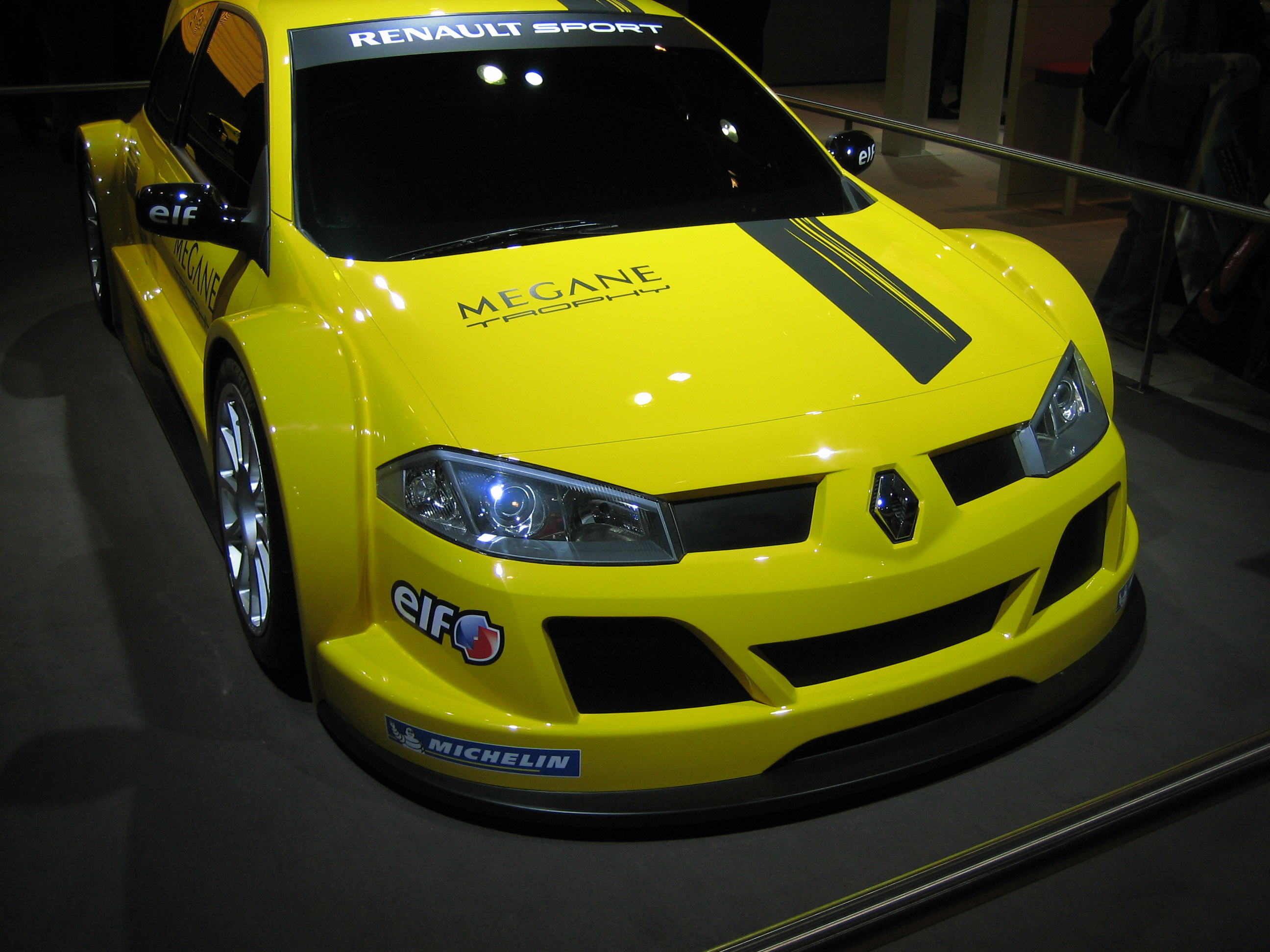
Автомобиль монокубка Рено Меган Трофи

Силуэт (или силуэт-прототип) — тип гоночного автомобиля, характеризующегося тем, что имеет внешность (силуэт) одного автомобиля, как правило серийного, а устройство — другого.

## Происхождение
Автомобили-силуэты появились с целью уравнять шансы в гонке различных серийных автомобилей.
Участие в гонках серийных автомобилей помогает их продажам, а потому автопроизводители вкладывают немало сил и средств в гонки серийных автомобилей. Но поскольку серийные машины изначально расходятся в своих характеристиках, производители настаивают на изменениях в техническом регламенте, выгодных именно их машинам, тем более что не всегда конструкция серийного автомобиля позволяет производить необходимые изменения, или же они обходятся слишком дорого. С целью уравнять шансы всех участников и вместе с тем привлечь внимание автопроизводителей организаторы той или иной гоночной серии могут принять решение допустить в гонки силуэт-прототипы. Их внутреннее устройство не зависит от устройства серийной машины, чей облик они несут, а потому гораздо легче поддается регламентации. Кроме того она не связана требованием минимальной серийной партии, необходимой, чтобы считать автомобиль серийным. В то же время их оболочка, схожая с внешним видом обычных дорожных машин, привлекает и зрителей, и автопроизводителей. Иногда силуэты могут сохранять связь со своими дорожными аналогами, использовать те или иные их узлы, а могут и не иметь с ними ничего общего, например, они могут иметь центрально-моторную компоновку, при том, что серийные машины имеют двигатель спереди. Как правило, силуэты имеют трубчатую пространственную раму.

## Гоночные серии, использующие силуэт-прототипы
- Правила Группы 5 ФИА (1976—1981 гг.) определяли требования к силуэтам. Они использовались в ДРМ (1977 по 1981 гг..), в ИМСА ГТ (1976 по 1984 гг.), в Чемпионате Мира среди Марок (1976—1980 гг.).
- Чемпионат Мира по ралли использовал автомобили Группы B с 1982 по 1986 гг.
- Правила Класса 1 использовались в старом ДТМ с 1993 по 1996 гг.
- Новый ДТМ изначально использует силуэт-прототипы (трех поколений — 2000—2003 гг., 2004—2011 г., и с 2012 г. по настоящее время)
- Французский Чемпионат по Супертуризму использовал силуэты с 2001 по 2005 гг.
- Монокубок Рено Меган Трофи использует силуэты одной марки.
- Belgian Touring Car Series (BTCS) использует силуэт-прототипы 3х категорий (S1, S2, S3), включая те, что выступали во французском Супертуризме, а также в Рено Меган Трофи.
- Benelux Racing League использует стандартные силуэты Форд Мондео и Фокус двух классов — V6 и Light, собственной конструкции.
- V8Star в 2001—2003 гг. использовал стандартные прототипы с различными, но аэродинамически идентичные силуэты собственной конструкции.
- Trans-Am с 1981 г. использовал силуэты с трубчатой рамой до своего прекращения в 2006 г.
- Южно-африканская серия V8 Supercars использует старые прототипы Trans-Am.